# Bombardement de la base aérienne de Tiyas (10 février 2018)
Guerre civile syrienne
Batailles
Confrontations israélo-syriennes pendant la guerre civile syrienne
- Tiyas (10 février 2018)
- Tiyas (9 avril 2018)
- Lattaquié (17 septembre 2018)
- Deir ez-Zor (13 janvier 2021)
- Consulat iranien de Damas (1er avril 2024)

Le bombardement de la base aérienne de Tiyas est mené le 10 février 2018 par l'aviation israélienne contre la base T-4, près de Palmyre, en Syrie. Il est mené en représailles à l'entrée dans l'espace aérien israélien d'un drone iranien, parti de cette base abattu par un hélicoptère israélien. 
C'est le premier affrontement militaire direct entre Israël et la République islamique d'Iran issue de la révolution de 1979, après des décennies de menaces.

## Contexte
Les forces armées israéliennes interviennent à de nombreuses reprises pendant la guerre civile syrienne, pour viser surtout des convois d'armes destinés au Hezbollah, une milice chiite libanaise, ennemi de longue date d'Israël soutenue par l'Iran. Une centaine de frappes sont conduites entre 2013 et 2018. 
Israël s'inquiète également de la montée en puissance de l'Iran dans la région, et sa présence militaire de plus en plus importante au côté de Bachar el-Assad. Les experts du pays craignent une implantation durable des Iraniens à leur frontière.

## Déroulement

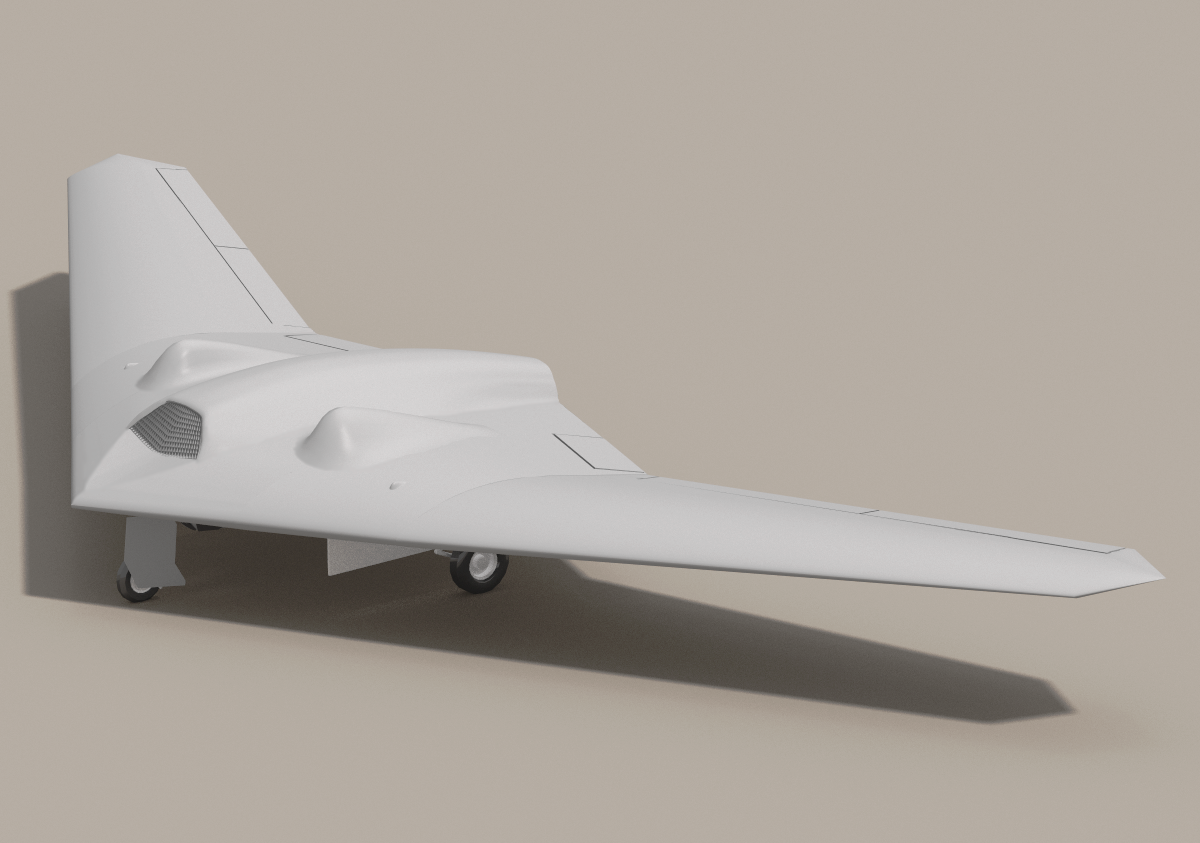
Modèle 3D d'un RQ-170 Sentinel.

Le 10 février, l'armée israélienne déclare qu'un de ses hélicoptères de combat AH-64 Apache a abattu dans la nuit un drone iranien, parti de la base aérienne syrienne de Tiyas (aussi appelée base T-4) et qui a pénétré son espace aérien vers 4 h 50 (heure locale). L'appareil s'écrase près de la ville de Beït Shéan. Il s'agirait d'une reproduction d'un RQ-170 Sentinel américain que les Iraniens étaient parvenus à capturer en décembre 2011. En 2014, ces derniers avaient annoncé être parvenu à le copier par rétro-ingénierie, cependant, Israël étant parvenu à le détecter avant même qu'il ne franchisse sa frontière, il ne semble pas que l'Iran ait réussi à reproduire la furtivité d'origine du modèle.
Rapidement, un raid aérien de représailles est organisé et parvient à détruire le poste de commandement d'où était dirigé le drone. Vers 5h30, Tsahal lance un raid avec huit appareils pour frapper la base aérienne T4, près de Palmyre. La défense antiaérienne syrienne réplique et procède à des dizaines de tirs en direction des avions israéliens. Un chasseur F-16 est touché par un missile anti-aérien et s'écrase à l'est de Haïfa, en territoire israélien. Ses deux pilotes parviennent à s'éjecter mais sont blessés, dont un grièvement. Les Israéliens répliquent alors par un raid massif. Douze sites sont détruits, dont huit syriens et quatre iraniens, comprenant notamment trois batteries de défense anti-aériennes, au sud-ouest de Damas et dans la région de Palmyre,,,,. C'est la première fois qu'un appareil israélien est abattu de la sorte depuis 1982. 
Selon l'Observatoire syrien des droits de l'homme (OSDH), les frappes font au moins six morts dans des forces pro-régime, dont des Syriens et des étrangers. Le méida pro-régime Al-Masdars News affirme quant à lui que huit soldats syriens ont été tués, ainsi que deux Irakiens membres de milices chiites pro-iraniennes.